# Violetta Caldart
Violetta Caldart (Auronzo di Cadore, 10 ottobre 1969) è una giocatrice di curling italiana, atleta del Curling Club Olimpia.
Caldart vive a Cortina d'Ampezzo con il marito bobbista Roberto Siorpaes.

## Carriera sportiva

### Nazionale
Il suo esordio con la nazionale italiana junior di curling è stato il campionato mondiale junior del 1992, disputato a Glasgow, in Scozia: in quell'occasione l'Italia si piazzò al nono posto.
Nel 1993 Violetta entra nella formazione della nazionale femminile, dove rimarrà con brevi eccezione fino al 2009. Nel 2006 la squadra femminile italiana si classifica seconda ai campionati europei disputati a Basilea, in Svizzera. Questo è il miglior risultato ottenuto dall'atleta ed il miglior risultato ottenuto dalla nazionale italiana femminile, eguagliato solo nel 1982 dalla squadra capitanata da Maria Grazia Lacedelli. Caldart ha disputato con la nazionale quindici europei, sette mondiali e nel 2006 ha partecipato ai XX Giochi olimpici invernali.
Nel 2012 entra a far parte della nazionale misti disputando l'europeo misti a Erfurt, in Turchia: in quell'occasione l'Italia si piazzò al 16º posto.
Violetta è dopo Diana Gaspari la giocatrice di curling italiana con maggiori presenze con la nazionale assoluta: 196 partite su 212 partite in azzurro.
CAMPIONATI
Nazionale assoluta: 196 partite
- Olimpiadi invernali
  - 2006 Torino ( Italia) 10°
- Mondiali
  - 2003 Winnipeg ( Canada) 9°
  - 2004 Gävle ( Svezia) 9°
  - 2005 Paisley ( Scozia) 11°
  - 2006 Grande Prairie ( Canada) 9°
  - 2007 Aomori ( Giappone) 12°
  - 2008 Vernon ( Canada) 11°
  - 2009 Gangneung ( Corea del Sud) 12°
- Europei
  - 1992 Perth ( Scozia) 9°
  - 1993 Leukerbad ( Svizzera) 11°
  - 1994 Sundsvall ( Svezia) 13°
  - 1995 Grindelwald ( Svizzera) 12°
  - 1996 Copenaghen ( Danimarca) 9°
  - 1998 Flims ( Svizzera) 10°
  - 1999 Chamonix ( Francia) 10°
  - 2001 Vierumäki ( Finlandia) 11°
  - 2002 Grindelwald ( Svizzera) 11°
  - 2003 Courmayeur ( Italia) 5°
  - 2004 Sofia ( Bulgaria) 6°
  - 2005 Garmisch-Partenkirchen ( Germania) 6°
  - 2006 Basilea ( Svizzera) 2° 
  - 2007 Füssen ( Germania) 6°
  - 2008 Örnsköldsvik ( Svezia) 5°

Nazionale junior: 9 partite
- Mondiali junior
  - 1991 Glasgow ( Scozia) 9°

Nazionale misti: 7 partite
- Europei misti
  - 2012 Erfurt ( Turchia) 16°

### Percentuale di gioco
Il campionato in cui è registrata la miglior prestazione di Violetta con la squadra nazionale è il mondiale del 2008 disputato a Vernon. In questo campionato giocò con una percentuale media di precisione dell'81%, toccando il massimo nella partita contro la Cina (persa 8-10) dove la precisione è stata del 94%. Il campionato con la peggiore prestazione registrata è il europeo del 2004 a Sofia. In questo caso c'è un'unica partita con percentuali registrata, contro la Scozia (vinta 8-7) dove la precisione è di appena 39%.
- 2003 mondiale di Winnipeg, precisione: 77% (lead)
- 2003 europeo di Courmayeur, precisione: 68% (lead)
- 2004 mondiale di Gävle, precisione: 71% (lead)
- 2004 europeo di Sofia, precisione: 39% (lead, una sola partita)
- 2005 mondiale di Paisley, precisione: 69% (lead)
- 2006 Olimpiadi di Torino, precisione: 70% (lead)
- 2006 mondiale di Grande Prairie, precisione: 80% (lead)
- 2006 europeo di Basilea, precisione: 75% (lead)
- 2007 mondiale di Aomori, precisione: 74% (lead)
- 2008 mondiale di Vernon, precisione: 81% (lead)
- 2009 mondiale di Gangneung, precisione: 74% (second)

### Campionati italiani
Con quattordici scudetti assoluti vinti è una delle atlete italiane più titolate in questo sport. Nel campionato italiano assoluto di curling Violetta ha anche vinto tre medaglie d'argento e una di bronzo. Nel campionato italiano junior di curling ha inoltre vinto una medaglia d'oro e nel campionato italiano misto di curling ha vinto una medaglia d'oro, una d'argento e una di bronzo.
- Italiani assoluti:

- Italiani junior:

- Italiani misti: